# Славин, Николай Иванович
Николай Иванович Славин (1882 — после 1941) — подполковник 12-го гусарского Ахтырского полка, участник Белого движения на Юге России.

## Биография
Личный дворянин. Уроженец Саратовской губернии.
Образование получил в Катковском лицее, по окончании гимназического курса которого в 1903 году поступил на военную службу.
В 1905 году окончил Елисаветградское кавалерийское училище, откуда выпущен был корнетом в 36-й драгунский Ахтырский полк. Произведен в поручики 1 сентября 1908 года, в штабс-ротмистры — 10 сентября 1912 года.
В Первую мировую войну вступил в рядах ахтырских гусар. За боевые отличия был награжден несколькими орденами, в том числе орденом Св. Анны 4-й степени с надписью «за храбрость». Произведен в ротмистры 18 января 1916 года «за отличия в делах против неприятеля», в подполковники — 16 декабря того же года.
В Гражданскую войну участвовал в Белом движении в составе Вооруженных сил Юга России и Русской армии. В октябре 1919 года — командир эскадрона в дивизионе Ахтырского полка, полковник. В Русской армии до эвакуации Крыма. На 18 декабря 1920 года — в составе 2-го кавалерийского полка в Галлиполи.
В эмиграции. В 1929 году участвовал в перенесении праха генерала Врангеля в Белград. В годы Второй мировой войны служил в Русском корпусе, с 31 октября 1941 года был назначен младшим офицером 6-й сотни 2-го батальона 1-го полка (в чине лейтенанта). Дальнейшая судьба неизвестна.

## Награды
- Орден Святого Станислава 3-й ст. с мечами и бантом (ВП 5.12.1914)
- Орден Святой Анны 3-й ст. с мечами и бантом (ВП 5.12.1914)
- Орден Святой Анны 4-й ст. с надписью «за храбрость» (ВП 5.12.1914)
- Орден Святого Станислава 2-й ст. с мечами (ВП 2.05.1915)
- Орден Святой Анны 2-й ст. с мечами (ВП 8.10.1915)